# Owczary (Bytów)
Pour les articles homonymes, voir Owczary.
Owczary est une localité polonaise de la gmina rurale de Trzebielino située dans le powiat de Bytów en voïvodie de Poméranie. Elle se trouve à environ 28 km à l'ouest de Bytów et 103 km à l'ouest de la capitale régionale Gdańsk.

## Géographie

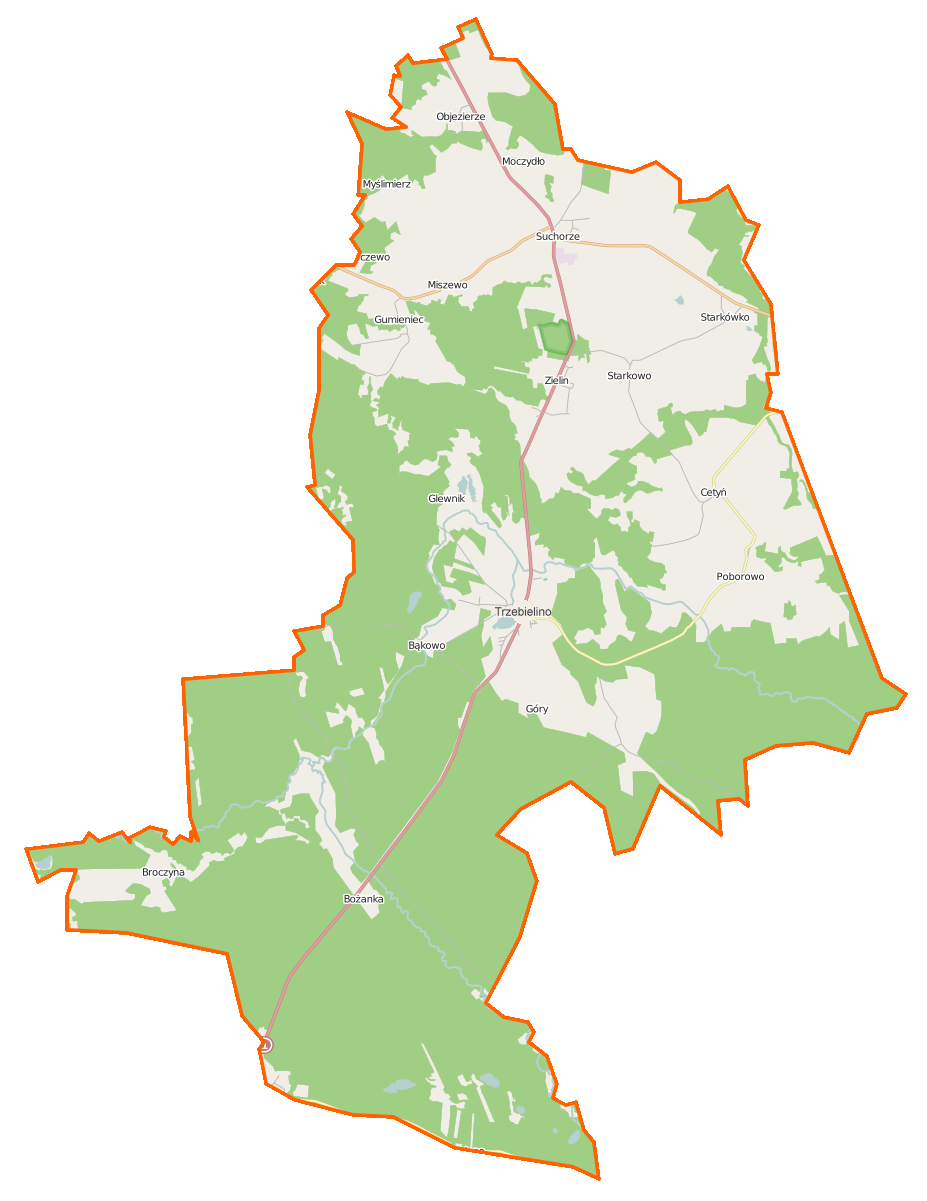
Carte de la gmina de Trzebielino.